# Ministerium des Innern des Landes Nordrhein-Westfalen

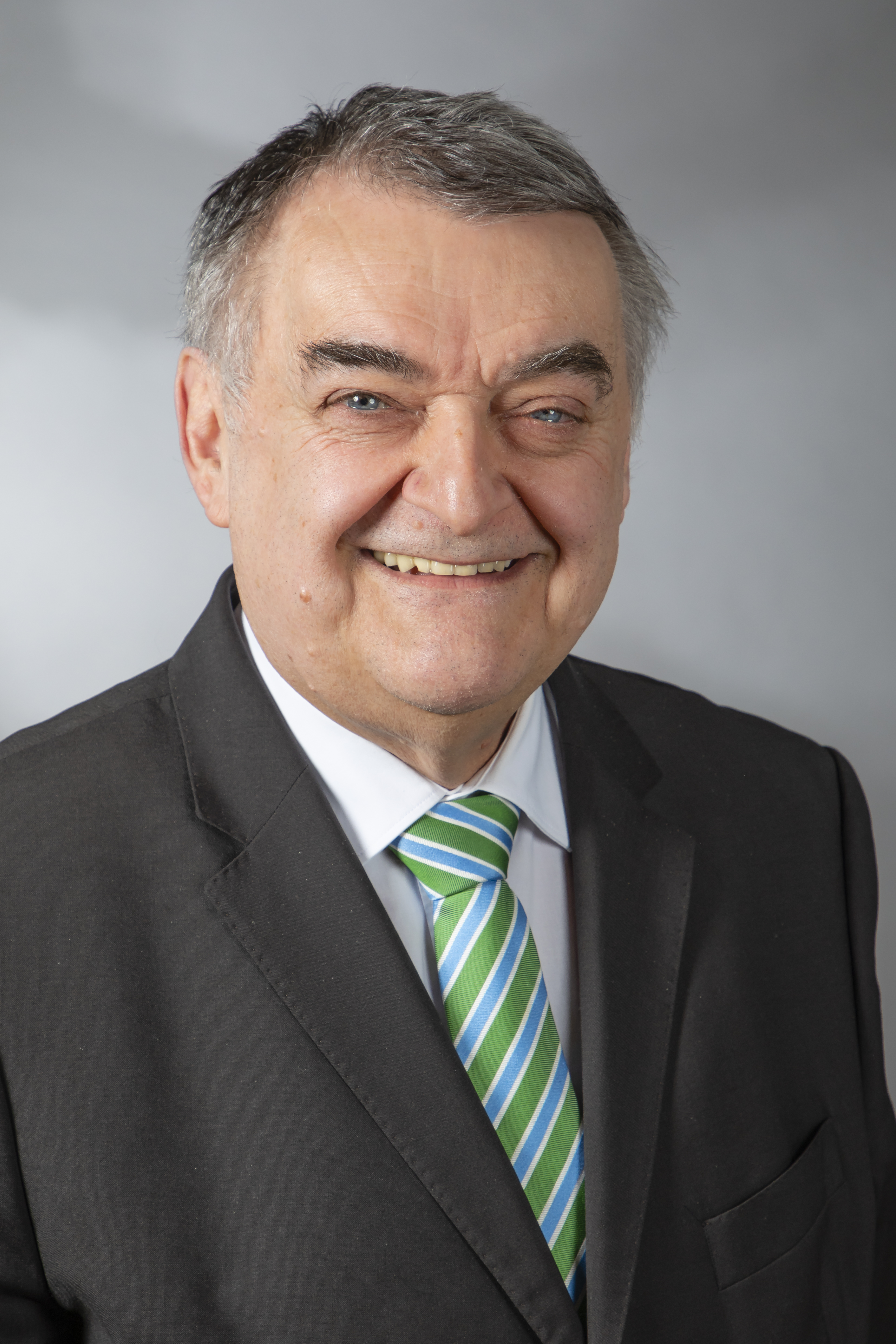
Herbert Reul (CDU), Innenminister des Landes Nordrhein-Westfalen

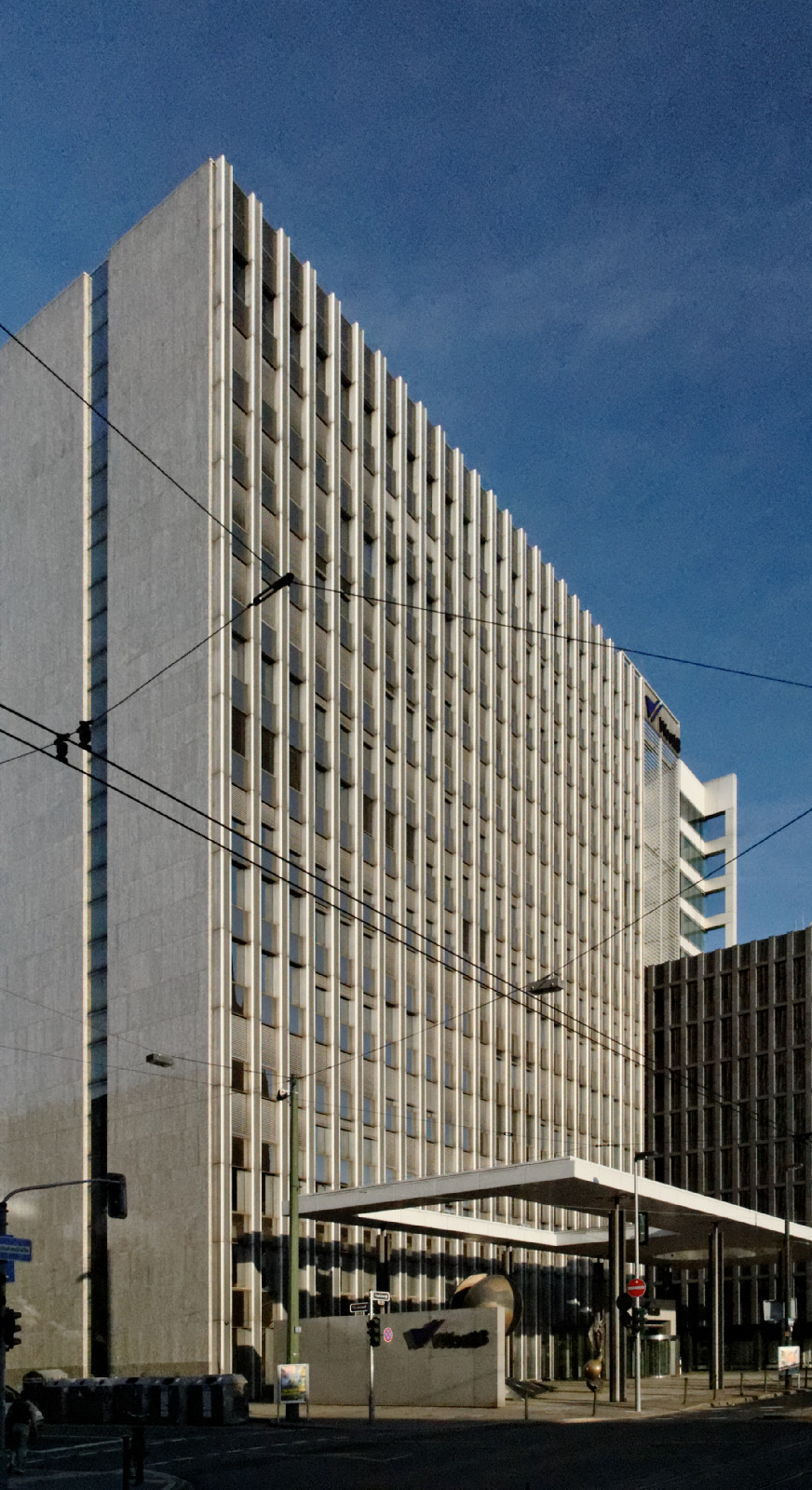
Sitz des Ministeriums in der Friedrichstraße 62–80 in Düsseldorf-Friedrichstadt

Das Ministerium des Innern des Landes Nordrhein-Westfalen (Kurzform: IM NRW; auch abgekürzt als Innenministerium NRW) ist das Innenministerium des Landes Nordrhein-Westfalen und eines von 12 Ministerien der nordrhein-westfälischen Landesregierung.
Minister ist seit dem 30. Juni 2017 Herbert Reul (CDU). Ihm steht Staatssekretärin Daniela Lesmeister (ebenfalls CDU) zur Seite. Das Ministerium hat seinen Sitz in Düsseldorf.
Das Ministerium ist in früheren Immobilien von West LB/Portigon in der Friedrichstraße 62–80 ansässig.

## Organisation

### Aufgaben des Ministeriums
Das Ministerium ist die oberste Landesbehörde für Angelegenheiten der Polizei Nordrhein-Westfalen. Für andere wichtige Aufgaben sind u. a. folgende Zuständigkeitsbereiche zu nennen:
- Verwaltungsorganisation
- Öffentliches Dienstrecht
- Wahlen, Verfassung, Staatshoheitsrecht
- Staatsangehörigkeitsrecht
- Melde-, Pass- und Ausweiswesen
- Ausländer- und Asylangelegenheiten
- Datenschutz
- Lotteriewesen
- Allgemeine Stiftungsangelegenheiten
- Vermessungs- und Katasterwesen
- Feuerwehr
- Zivil- und Katastrophenschutz
- Verfassungsschutz

### Behörden und Einrichtungen im Geschäftsbereich des Innenministeriums
Die Landesbehörden umfassen folgende Geschäftsbereiche:
- als Landesoberbehörde:
  - das Landeskriminalamt Nordrhein-Westfalen, Düsseldorf
  - das Landesamt für Zentrale Polizeiliche Dienste sowie
  - das Landesamt für Ausbildung, Fortbildung und Personalangelegenheiten
- als Landesmittelbehörden die Bezirksregierungen der fünf Regierungsbezirke:
  - Regierungsbezirk Arnsberg
  - Regierungsbezirk Detmold
  - Regierungsbezirk Düsseldorf
  - Regierungsbezirk Köln
  - Regierungsbezirk Münster
- als untere Landesbehörden:
  - 47 Kreispolizeibehörden der Polizei Nordrhein-Westfalen
- als Einrichtungen gem. § 14 LOG:
  - Fortbildungsakademie Herne
  - Institut der Feuerwehr NRW in Münster[2]
- außerdem:
  - Hochschule für Polizei und öffentliche Verwaltung Nordrhein-Westfalen

## Minister seit 1946
| Name                                | Amtsantritt                                    | Kabinett                          | Partei              |
| Minister des Innern                 | Minister des Innern                            | Minister des Innern               | Minister des Innern |
| ----------------------------------- | ---------------------------------------------- | --------------------------------- | ------------------- |
| Walter Menzel                       | 29. August 1946 5. Dezember 1946 17. Juni 1947 | Amelunxen I Amelunxen II Arnold I | SPD                 |
| Karl Arnold                         | 1. August 1950                                 | Arnold II                         | CDU                 |
| Adolf Flecken                       | 15. September 1950                             | Arnold II                         | CDU                 |
| Franz Meyers                        | 25. Mai 1952 27. Juli 1954                     | Arnold II Arnold III              | CDU                 |
| Hubert Biernat                      | 28. Februar 1956                               | Steinhoff                         | SPD                 |
| Josef Hermann Dufhues               | 24. Juli 1958                                  | Meyers I                          | CDU                 |
| Willi Weyer                         | 26. Juli 1962 25. Juli 1966                    | Meyers II Meyers III              | FDP                 |
| Franz Meyers                        | 1. Dezember 1966                               | Meyers III                        | CDU                 |
| Willi Weyer                         | 8. Dezember 1966 28. Juli 1970                 | Kühn I Kühn II                    | FDP                 |
| Burkhard Hirsch                     | 4. Juni 1975 20. September 1978                | Kühn III Rau I                    | FDP                 |
| Herbert Schnoor                     | 4. Juni 1980 30. Mai 1985 12. Juni 1990        | Rau II Rau III Rau IV             | SPD                 |
| Franz-Josef Kniola                  | 17. Juli 1995                                  | Rau V                             | SPD                 |
| Minister für Inneres und Justiz     |                                                |                                   |                     |
| Fritz Behrens                       | 17. Juni 1998                                  | Clement I                         | SPD                 |
| Minister des Innern                 |                                                |                                   |                     |
| Fritz Behrens                       | 1. März 1999 27. Juni 2000 12. November 2002   | Clement I Clement II Steinbrück   | SPD                 |
| Ingo Wolf                           | 24. Juni 2005                                  | Rüttgers                          | FDP                 |
| Minister für Inneres und Kommunales |                                                |                                   |                     |
| Ralf Jäger                          | 15. Juli 2010 21. Juni 2012                    | Kraft I Kraft II                  | SPD                 |
| Minister des Innern                 |                                                |                                   |                     |
| Herbert Reul                        | 30. Juni 2017 28. Oktober 2021 29. Juni 2022   | Laschet Wüst I Wüst II            | CDU                 |